# Schäferhaus
Schäferhaus (dänisch Skæferhus; niederdeutsch Schäperhus) ist der Name einer im Westen des Flensburger Stadtgebietes gelegenen Häusergruppe. Der Wohnplatz ist im statistischen Bereich dem Stadtteil Friesischer Berg zugeordnet. Die Gruppensiedlung erstreckt sich entlang des Straßenzugs der Lecker Chaussee, die als Kreisstraße 24 kategorisiert ist. Nördlich der Siedlung führt die Trasse der hier autobahnähnlich ausgebauten Bundesstraße 199 durch die Gemarkung. Der Wohnplatz gab dem südlich benachbarten Flugplatz Flensburg-Schäferhaus, dem nördlich angrenzenden Stiftungsland Schäferhaus sowie dem gleichnamigen Stadtbezirk des Stadtteils Weiche seinen Namen.

## Hintergrund
1722 wurde von St. Marien bei dem am Ochsenweg liegenden Gebiet das sogenannte Schäferhaus eingerichtet. Damals lag das Gebiet noch inmitten einer Heidelandschaft. Das Schäferhaus sollte armen Menschen die Ausübung der Schäferei ermöglichen, damit sie Arbeit und Verdienst bekämen. König Friedrich IV. stellte Steine der Duburg zur Verfügung, die zu dieser Zeit abgebrochen wurde. 1723 wurde das steinerne, mit Stroh bedeckte Schäferhaus fertiggestellt. Zur Anlage gehörten ein separates Backhaus sowie ein Brunnen. Auf Grund eines Einspruchs von St. Nikolai konnte zu dieser Zeit keine Gaststätte eingerichtet werden.
Auf einer Karte von 1768 wurde westlich vom Schäferhaus ein großes Areal mit den Worten „Feld zum Schäferhaus das Waisenhaus zum Nutzen“ beschrieben. 1788 war Schäferhaus erheblich angewachsen. Ein Pferdestall, ein zweiter Stall, in dem sich Kühe und Pferde befanden, eine Heuscheune sowie ein Herrenhaus ergänzten damals die Anlage. Das Gasthaus Schäferhaus soll schon seit 1734 bekannt sein. Das Krugrecht soll aber erst 1772 vergeben worden sein. Der Name des ersten Wirts soll Iver Lorenzen gewesen sein. Die Iver Lorenzen folgenden Gastwirte sind bekannt. Das heutige Gebäude des Gasthauses wurde 1889 errichtet. Es trug ursprünglich die Adresse Friesische Straße 240, heute die Adresse Lecker Chaussee 130. Die ursprüngliche Schafwirtschaft verschwand irgendwann.
Noch heute erinnern an die Schäfer der Schäferweg, östlich von Schäferhaus, der erst 1957 seinen Namen erhielt sowie der Schäferweg bei Harrislee im nördlichen Teil des Stiftungslandes Schäferhaus. Der am Schäferhaus angrenzende Flugplatz Flensburg-Schäferhaus entstand Anfang des 20. Jahrhunderts aus einem dort zuvor bestandenen großen Exerzierplatz. Seit dem Bau der Bundesstraße 199, nach dem Zweiten Weltkrieg, befindet sich Schäferhaus in einer Art baulichen Insellage. Die städtebauliche Verbindung wurde unterbrochen. Zu Fuß ist Schäferhaus nur noch erschwert erreichbar. Nach dem Ende des Kalten Krieges wurde die Briesen-Kaserne in eine Gartenstadt umgewandelt. Zur selben Zeit wurde das Stiftungsland eingerichtet. Das gesamte Gebiet des Flugplatzes, dem gesamten unbebauten und bebauten Bereich unterhalb von diesem bis zur Bahntrasse am ehemaligen Bahnhof Weiche gehört heute zum sogenannten Stadtbezirk Schäferhaus.

## Angrenzende Ortschaften und Gebiete
An Schäferhaus angrenzende Ortschaften sind Langberg und Gottrupel. Im Norden am Rande des Stiftungslandes liegt im dortigen naturbelassenen Gebiet Flensburgs der Nonnenberg. Im Süden liegt der schon erwähnte Flugplatz.